# Escudo de Tlaxcala

Escudo de armas del Estado de Tlaxcala.

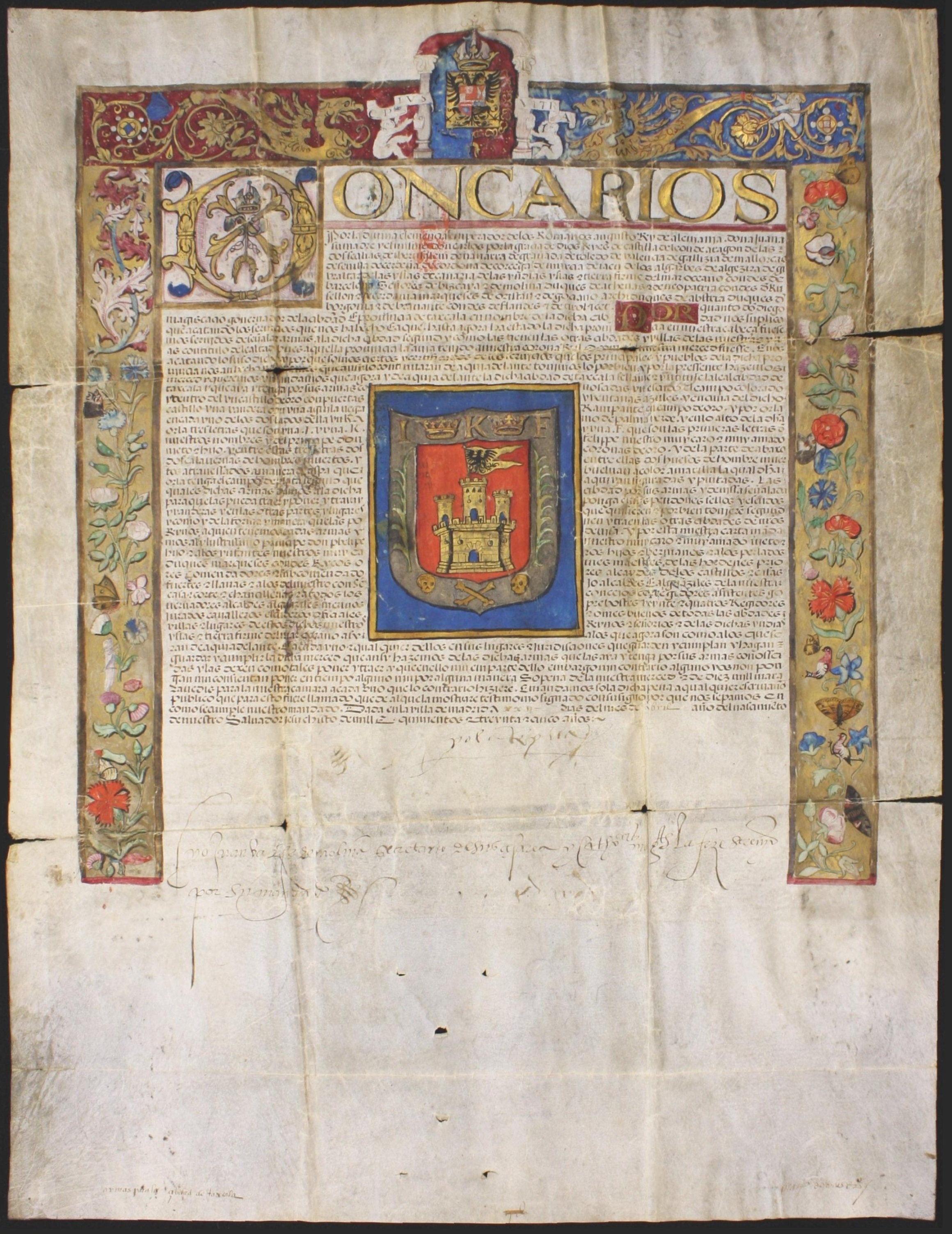
Real provisión.

El escudo del estado de Tlaxcala, una entidad federativa ubicada en el centro de México, es un símbolo representativo que encapsula la rica historia y la identidad cultural de esta región. Diseñado con meticulosa atención a los detalles, este emblema heráldico refleja tanto la herencia prehispánica como la influencia colonial que han marcado la trayectoria de Tlaxcala a lo largo de los siglos. Su composición visual combina elementos emblemáticos que evocan la tradición indígena, como la emblemática cruz de malta, con símbolos de la fe católica y referencias a la flora y fauna autóctona. A través de su simbología, el escudo del estado de Tlaxcala traza un puente entre el pasado y el presente, sirviendo como un emblema de identidad y orgullo para los habitantes de esta región mexicana.
El escudo del estado de Tlaxcala, adoptado oficialmente el 14 de marzo de 1956, se erige como un testimonio tangible de la historia y la evolución cultural de la región. Es el único escudo estatal solicitado expresamente por autoridades locales al monarca español en la época colonial. Sus elementos intrínsecos narran un relato complejo que abarca desde las civilizaciones precolombinas hasta la época colonial y la era contemporánea. Esta amalgama de símbolos refleja la diversidad y la riqueza cultural de Tlaxcala, un estado que ha desempeñado un papel crucial en la configuración del México moderno. En este contexto, el escudo no solo actúa como un distintivo heráldico, sino también como un vínculo emocional que conecta a los tlaxcaltecas con su pasado ancestral y proyecta su identidad hacia el futuro.

## La real provisión
El escudo de armas fue otorgado por medio de una real provisión expedida en Madrid, el 22 de abril de 1535, como respuesta de la Corona de Castilla a la solicitud del gobernador Diego Maxixcatzin, de la cabecera de Ocotelulco, en nombre de la ciudad de Tlaxcala. El documento fue escrito en pergamino formato doble folio, en el que destaca un minucioso trabajo de miniatura.
El texto de la real provisión es el siguiente:

Don Carlos, por la divina clemencia, emperador de los romanos, augusto rey de Alemania; doña Juana, su madre, y el mismo don Carlos, por la gracia de Dios reyes de Castilla, de León, de Aragón, de las Dos Sicilias, de Jerusalén, de Navarra, de Granada, de Toledo, de Valencia, de Galicia, de Mallorca, de Sevilla, de Cerdeña, de Córdoba, de Córcega, de Murcia, de Jaén, de los Algarbes, de Algeciras, de Gibraltar, de las Islas de Canaria, de las Indias, islas y tierra firme del mar Océano, condes de Barcelona, señores de Vizcaya y de Molina, duques de Atenas y de Neopatria, condes de Rusellón y de Cerdeña, marqueses de Oristán y de Gociano, archiduques de Austria, duques de Borgoña y de Brabante, condes de Flandes y de Tirol, etc. Por cuanto don Diego Maxixcatzin, gobernador de la ciudad y provincia de Tlaxcala, en nombre de la dicha ciudad nos suplicó que acatando los servicios que nos ha hecho y que hasta ahora ha estado la dicha provincia en nuestra cabeza, fuésemos servidos de señalar armas a la dicha ciudad según de como las tienen las otras ciudades y villas de las nuestras, unas con título de lealtad, pues aquella provincia la había tenido a nuestra corona real [¿?] nuestra merced fuese. Y nos acatando lo susodicho y porque lo más cierto y certificado de los servicios que los principales y pueblos de la dicha provincia nos han hecho [¿?] que así lo continuarán de aquí adelante tenémoslo por bien y por la presente hacemos merced y queremos y mandamos que ahora y de aquí adelante la dicha ciudad de Tlaxcala se llame e intitule la leal ciudad de Tlaxcala y que haya y que tenga por sus armas conocidas un escudo, el campo colorado y dentro de él un castillo de oro con puertas y ventanas azules, y encima del dicho castillo una bandera con un águila negra rampante en campo de oro; y por orla, en cada uno de los dos lados de ella, un ramo de palma verde, y en lo alto de la dicha orla tres letras que son una I, una K, una F, que son las primeras letras de nuestros nombres y del príncipe D Felipe, nuestro muy caro y muy amado nieto e hijo, y entre estas letras dos coronas de oro, y de la parte de abajo dos calaveras de hombres muertos y entre ellas dos huesos de hombres muertos atravesados a manera de aspa que vuelvan a color amarillo; la cual dicha orla tenga el color de plata según que aquí van figuradas y pintadas, las cuales dichas armas damos a la ciudad por sus armas ídem ya señaladas para que las puedan traer y poner y traigan en sus pendones, sellos y escuadras y banderas y en las otras partes y lugares que quisieren por bien tuviesen según cómo y de la forma y manera que las ponen y traen las otras ciudades de nuestros reinos a quienes tenemos dadas armas y divisa. Y por esta nuestra carta mandamos al ilustrísimo príncipe don Felipe, nuestro muy caro y muy amado nieto e hijo, y a los habitantes, nuestros muy caros hijos y hermanos, y a los prelados, duques, marqueses, condes, ricos hombres, maestres de las órdenes, priores, comendadores, y subcomendadores, alcaides de los castillos y casas fuertes y llanas, y a los de nuestro Consejo, alcaldes y alguaciles de la nuestra casa y corte y Chancillería, y a todos los consejos; corregidores, asistentes, gobernadores, alcaldes, alguaciles, merinos, prebostes, veinticuatro regidores; jurados, caballeros, escuderos, oficiales, hombres buenos de todas las ciudades, villas y lugares de estos dichos nuestros reinos y señoríos, y de las dichas Indias, islas y tierra firme del mar océano, [¿?] que ahora son, como a los que serán, de aquí adelante. Y cada uno y cualquiera de ellos en sus lugares y jurisdicciones que guarden y cumplan y hagan guardar y cumplir la dicha merced que así hacemos de las dichas armas, que las haya y tenga por sus armas conocidas y las dejen como tales poner y traer, y que en ello ni en parte de ello, sin embargo, ni contrario alguno, y así no pongan ni consientan poner en tiempo alguno ni por alguna manera so pena de la nuestra merced y de diez mil maravedís para la nuestra Cámara a cada uno que lo contrario hiciere. Y mandamos so la dicha pena a cualquier escribano público que para esto fuere llamado que dé al que le mostrare, testimonio signado con su signo porque nos sepamos en cómo se cumple nuestro mandado. Dada en la villa de Madrid a XXII días del mes de abril, año del nacimiento de nuestro Salvador Jesucristo de mil y quinientos y treinta y cinco años. Yo la reina [rúbrica]
Yo Juan Vázquez de Molina secretario de su cesárea y católica majestad la hice escribir
por su mandado [rúbrica].

## Forma
La real provisión especifica las figuras y colores del escudo:

...el campo colorado y dentro de él un castillo de oro con puertas y ventanas azules, y encima del dicho castillo una bandera con un águila negra rampante en campo de oro; y por orla, en cada uno de los dos lados de ella, un ramo de palma verde, y en lo alto de la dicha orla tres letras que son una I, una K, una F, que son las primeras letras de nuestros nombres y del príncipe D Felipe, nuestro muy caro y muy amado nieto e hijo, y entre estas letras dos coronas de oro, y de la parte de abajo dos calaveras de hombres muertos y entre ellas dos huesos de hombres muertos atravesados a manera de aspa que vuelvan a color amarillo; la cual dicha orla tenga el color de plata según que aquí van figuradas y pintadas, las cuales dichas armas damos a la ciudad por sus armas ídem ya señaladas...

## Significado
El castillo de oro sobre gules es el emblema de Castilla, el cual representa las fortalezas levantadas durante la Reconquista. En el contexto de Tlaxcala, representa a dicha ciudad como una nueva Castilla, vencedora de los mexicas durante la Conquista. El águila en sable sobre oro es la imagen heráldica de la Casa de Habsburgo, a la cual pertenecía Carlos I, quien concedió el escudo. La orla de argén (bordura en lenguaje heráldico) representa la fe católica, que los tlaxcaltecas habrían abrazado sin oposición. Las iniciales corresponden a las de los nombres latinizados de la reina Juana de Castilla, el propio Carlos y el entonces príncipe Felipe. Las dos coronas representan a la mencionada Juana, reina de Castilla y a su hijo Carlos V monarca de la misma Corona. Las palmas son símbolo de victoria, en este caso sobre los mexicas. Los cráneos y las tibias evocan los glifos prehispánicos similares y pueden referirse a los sacrifcios humanos en la cultura mesoamericana; se ha sugerido que representan a los mexicas muertos durante la toma de Tenochtitlan en 1521.